# Đảo Jeju
Đảo Jeju (tiếng Hàn: 제주도, hanja: 濟州島, âm Hán Việt: Tế Châu đảo) là một hòn đảo thuộc tỉnh Jeju, Hàn Quốc. Hòn đảo nằm trên Eo biển Triều Tiên, phía nam bán đảo Triều Tiên, đối diện tỉnh Jeolla Nam. Jeju nổi danh với Di sản thế giới của UNESCO trao cho núi lửa Jeju. Jeju có khí hậu ôn hòa, ngay cả trong mùa đông hiếm khi nhiệt độ xuống dưới 0 °C (32 °F). Cũng địa thế thiên nhiên mà Jeju biến thành thắng tích du lịch. Nền kinh tế địa phương dựa xoay quanh du lịch, ngư nghiệp, và quân sự.

## Lịch sử
Đảo Jeju cấu tạo từ nham thạch qua nhiều đợt địa chấn và phún thạch từ núi lửa. Tầng tầng lớp lớp chồng lên nhau đôn hòn đảo ngày càng cao hơn với những bãi đá đen. Đá núi lửa có đặc tính là xốp, nhẹ và đễ hút nước. Dân địa phương tận dụng loại đá này làm bờ rào bao quanh vườn ruộng, xây nhà,cùng các công trình trên.
Có một thuở đảo Jeju là vùng nghèo đói nhất nước vì địa thế xa đất liền, đất ruộng ít ỏi nên kinh tế yếu kém. Vậy mà qua bộ phim Bản tình ca mùa đông với bối cảnh là đảo Jeju hoang sơ quyến rũ, không lâu sau du khách tìm ra đảo ngày càng đông. Không những du khách quốc nội mà số lượng khách quốc tế cũng gia tăng đáng kể, biển Jeju thành một điểm thu hút du lịch vào bậc nhất của Hàn Quốc.

## Vườn quốc gia Núi Hallasan
Hallasan (Hangeul 한라산, Hanja 漢拏山) là một ngọn núi lửa đồ sộ với 360 núi lửa vệ tinh hay còn gọi là lỗ ký sinh núi lửa bao quanh, đồng thời là thành phần chủ yếu của đảo Jeju. Và một phần cũng nhờ những đợt phun trào dung nham bazan mà ngọn núi này bây giờ đã cao đến 1.950m (6.398f). Do vậy, từ trên đảo, du khách có thể nhìn ngắm Hallasan ở mọi nơi tuy phần đỉnh thường bị mây che phủ.
Ngoài ra, khi đến Hallasan, du khách còn có thể tham quan ngôi chùa Phật giáo cổ, Chùa Quan Âm.
Hallasan được xem là Khu bảo tồn thiên nhiên số 182 của Hàn Quốc vì nơi đây mang trong mình một nét đẹp lung linh cũng không kém phần hoang sơ, kỳ bí.

## Bảo tàng nổi tiếng trên đảo
Viện bảo tàng gấu bông Teddy, nơi giới thiệu hơn 100 năm xuất hiện của chú gấu bông nổi tiếng thế giới, là điểm dừng chân không thể thiếu của hầu hết gia đình nào có dắt theo em bé. Ngoài ra, chốn tham quan thu hút nhiều khách du lịch nhất khi đến Jeju là Viện bảo tàng Dân tộc học Hàn Quốc, nơi tái hiện hình ảnh, cuộc sống của người dân đảo thời cổ. Đó là một tổ hợp cộng đồng xã hội xa xưa với những ngôi nhà vách đất, mái tranh hình nấm và cả khu "công quyền" với nhà ở của quan chức, nơi xét xử, nhà tù...